# 纳底
纳底是建瓯的一道特色菜，基本上是家家户户逢年过节必吃的一道菜。它的主要原料和另一道名菜鸡茸一样，都是猪肉，地瓜粉和鸡蛋。它的制作过程比起鸡茸来要轻松得多。首先是将猪肉切碎加入地瓜粉搅拌均匀，随意搓成有一定大小的肉团放入烧开的水中，煮熟后捞出过冷水备用；接下来用葱白起锅，将制作好的肉团入锅翻炒，然后加水煮开，随后用地瓜粉勾芡成糊状，最后打入蛋花洒上葱花并调味即可。特点是香甜鲜嫩。